# Stu Cook
Stuart Alden Cook (25 april 1945) is een Amerikaans bassist. Hij maakte deel uit van de rockband Creedence Clearwater Revival. Als lid van deze band is hij opgenomen in de Rock and Roll Hall of Fame.

## Carrière
Cook groeide samen met Doug Clifford en de broers Tom en John Fogerty op in El Cerrito, Californië, waar ze alle vier naar de El Cerrito High School gingen. Cook, Clifford en John Fogerty vormden een band op de middelbare school die uiteindelijk Creedence Clearwater Revival werd nadat Tom erbij kwam.
Halverwege de jaren zeventig, na het uiteenvallen van CCR in 1972, sloten Cook en Clifford zich aan bij de Don Harrison Band, die twee albums uitbracht.
In 1979 en begin jaren 1980 produceerde Cook meerdere albums voor Roky Erickson and the Aliens, waar hij ook baspartijen voor zijn rekening nam.
Van 1986 tot 1991 was Cook lid van de countryband Southern Pacific . Met Southern Pacific coverde Cook het Erickson-nummer "It's a Cold Night for Alligators" voor het tributealbum Where the Pyramid Meets the Eye: A Tribute to Roky Erickson.
Cook werd in 1993 opgenomen in de Rock and Roll Hall of Fame.[4] Eveneens in 1993 deed Cook auditie voor de rol van bassist in The Rolling Stones na het vertrek van Bill Wyman. Cook herenigde zich later met Clifford en vormde in 1995 de band Creedence Clearwater Revisited.
- International Standard Name Identifier: 0000 0000 3536 1405
- Library of Congress Control Number: n94010899
- MusicBrainz: 262c5f61-ded2-4e21-976e-80977daeb471
- Nationale Bibliotheek van Tsjechië: xx0131325
- Istituto Centrale per il Catalogo Unico: DDSV117725
- Virtual International Authority File: 28755748
- WorldCat: E39PBJbtp6K4GJJ9tcgJR8xYyd